# Cleomella macbrideana
Cleomella macbrideana är en paradisblomsterväxtart som beskrevs av Edwin Blake Payson. Cleomella macbrideana ingår i släktet Cleomella, och familjen paradisblomsterväxter. Inga underarter finns listade i Catalogue of Life.